# スグリーヴァ

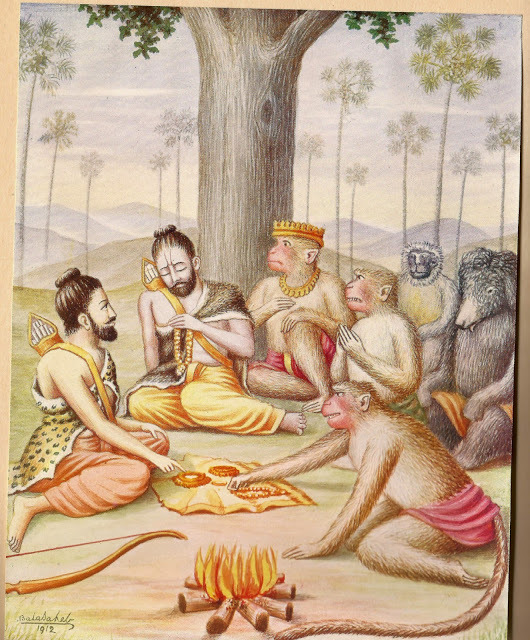
ラーマとスグリーヴァの出会い

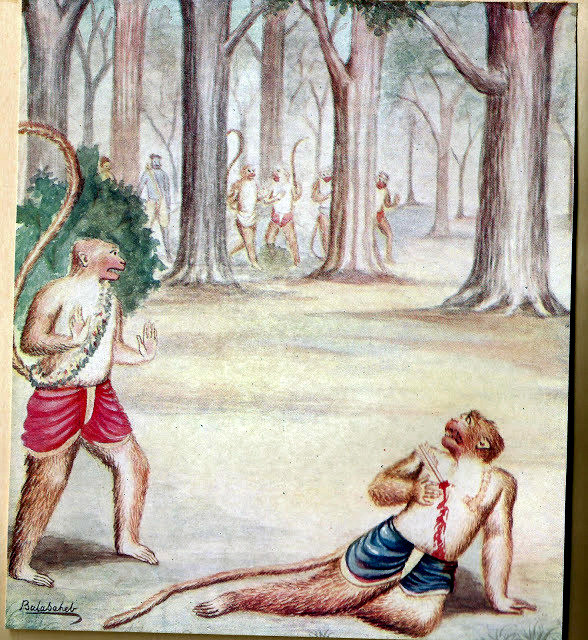
ヴァーリンの最期

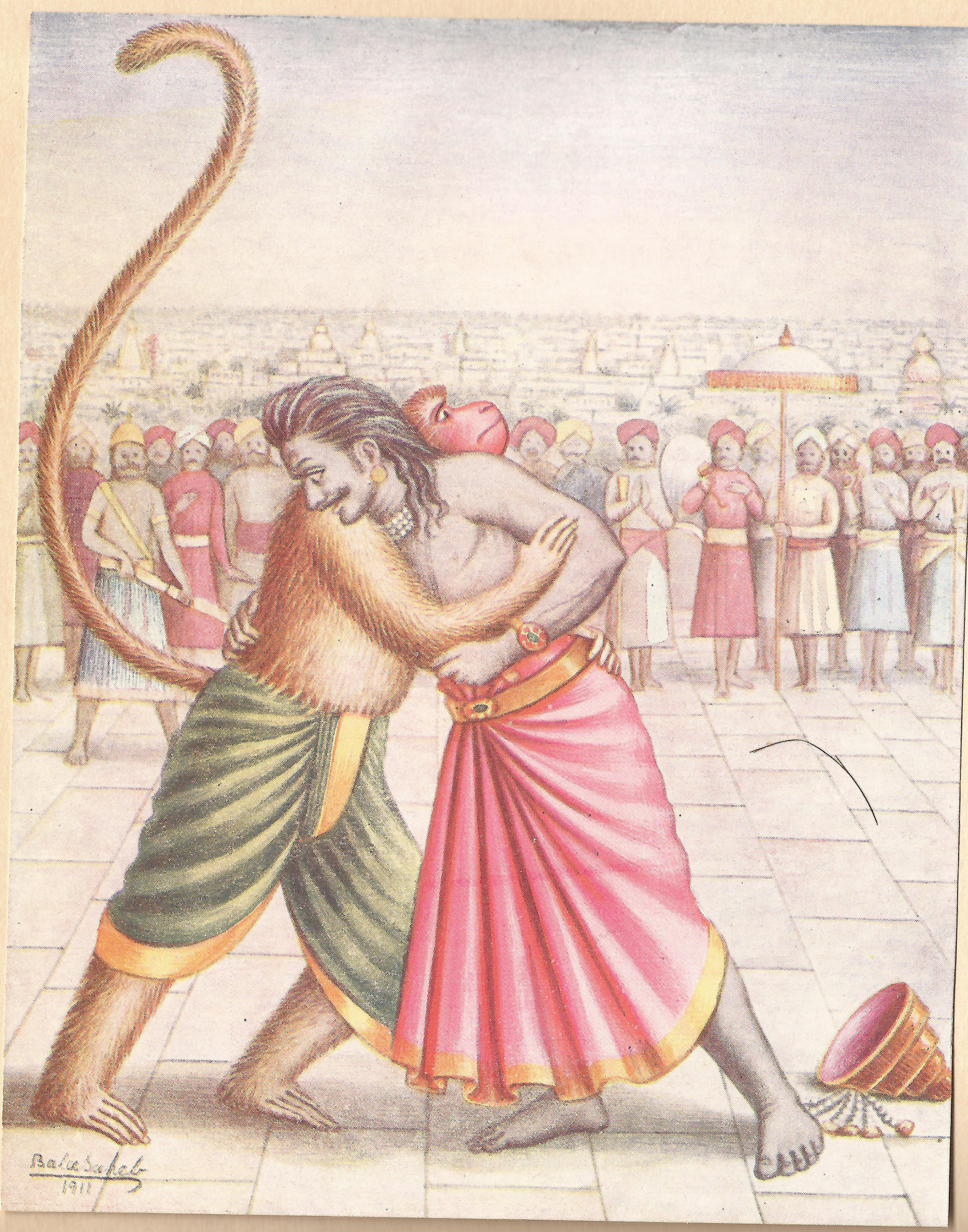
スグリーヴァとラーヴァナの戦い

スグリーヴァ（Sugrīva, 梵: सुग्रीव）は、インドの叙事詩『ラーマーヤナ』に登場するヴァナラ（猿）の王。猿王リクシャラージャの妃が太陽神スーリヤとの間に生んだ子で、猿王ヴァーリンの弟。ルーマーを妃とし、ハヌマーンを軍師とする。ヴァーリンによってキシュキンダーを追われたが、ラーマの援助を受けて王国を取り戻した。以来、猿族を率いてラーマに尽力する。

## ラーマーヤナ

### 勘違い
猿王ヴァーリンがアスラのマーヤーヴィンと対立し、マーヤーヴィンを倒すべく住処である洞窟にのりこんだとき、スグリーヴァはヴァーリンの命令で洞窟の入口を見張っていた。しかし1年経ってもヴァーリンは戻ってこなかった。そのうち洞窟内からマーヤーヴィンの絶叫が聞こえてきて、さらに何者かの血が流れてきた。スグリーヴァは確認せずにヴァーリンが殺されたと勘違いし、洞窟を塞いでキシュキンダーに戻った。しかし実際は、マーヤーヴィンの絶叫はヴァーリンに倒されて死の間際に発したものであり、血もマーヤーヴィンのものであった。ヴァーリンは入口まで戻ってきたが、塞がっていて出ることができなかった。

### 追放
スグリーヴァはヴァーリンのことを秘密にしておいたが、王が死んだらしいことが知られてしまい、重臣たちによって新しい王とされた。しかし帰還したヴァーリンはスグリーヴァが王座にいるのを見て激怒した。スグリーヴァはへりくだった態度で挨拶し、弁解したが、ヴァーリンはその言葉を信じず、裏切りと考えて追放した。さらにヴァーリンはスグリーヴァの妃ルーマーを奪い、弟に追手を放った。
スグリーヴァはヴァーリンの追手から逃れるため、世界を放浪した後、ハヌマーンの勧めに従ってリシュヤムーカ山に逃げ込んだ。しかしこの放浪によってスグリーヴァは世界の地理に精通することができた。

### 邂逅
ある日、スグリーヴァが山頂にいると、羅刹王ラーヴァナがシーターをさらって逃げるのを目撃し、シーターが投げ落とした装身具と絹の布を拾った。その後、スグリーヴァは森を歩くラーマとラクシュマナの姿を発見し、ヴァーリンの追手と考え、ハヌマーンを遣わせて何者であるか確かめた。ラーマはシーターを捜しており、スグリーヴァの援助を求めてやってきたことを告げた。こうして両者は出会って友情を結び、ラーマはヴァーリンを倒すことを約束し、またスグリーヴァは約束が果たされたならばシーターを取り戻すために尽力することを約束した。また以前拾ったシーターの持ち物をラーマに渡した。
彼らはキシュキンダーに向かい、ラーマは近くに潜み、スグリーヴァはヴァーリンに戦いを挑んだ。スグリーヴァはヴァーリンに敗北したが、ラーマの放った矢はヴァーリンを射殺した。こうしてスグリーヴァは妃と王国を取り戻した。またヴァーリンの遺児アンガダを後継者に指名した（ただし、スグリーヴァは愛欲におぼれて約束の履行を怠ったため、ラーマとラクシュマナの怒りをかってしまった）。

### 戦争
スグリーヴァはラーマとの約束を守るため、各地の猿を召集し、シーターの捜索隊を世界中に派遣した。そしてハヌマーンの働きによってシーターがランカー島に囚われていることが判ると、ラーマとともに猿の軍勢を率いてランカーに向かった。
ラーヴァナとの間に戦争が起こると、スグリーヴァは初日にラーヴァナと戦って勝利した。その後ラーヴァナ、クンバカルナと戦い、気絶させられたが、油断したクンバカルナに大打撃を与えた。またプラサガ、クンバカルナの子クンバを倒した。もっとも、猿王であるスグリーヴァはラーマに諌められて、初日以外で先陣を切って戦うようなことはなかった。
戦後、スグリーヴァはキシュキンダーに一度帰った後、他の猿将を従えてラーマの戴冠式に列した。そして再びキシュキンダーに帰還した。